# Rajindraparsad Seechurn
Rajindraparsad Seechurn (3 juni 1970) is een Mauritiaans voetbalscheidsrechter. Hij is sinds 2004 aangesloten bij wereldvoetbalbond FIFA. Ook leidt hij wedstrijden in de Mauritiaanse nationale competitie en is hij een scheidsrechter bij de Afrikaanse voetbalbond.
Seechurn leidde reeds wedstrijden in de CAF Confederation Cup en de CAF Champions League (waaronder halve finales in 2011 en 2013). Hij werd in 2010 aangesteld voor de Supercup tussen het Congolese TP Mazembe en het Malinese Stade Malien (2–0). In hetzelfde jaar leidde Seechurn zijn eerste wedstrijd in de Champions League; sindsdien was hij elke jaargang van dat toernooi actief als arbiter. Hij werd in 2014 aangesteld als scheidsrechter voor de finale van de CAF Confederation Cup.
Rajindraparsad Seechurn maakte zijn debuut in het interlandvoetbal op 29 april 2007 in een wedstrijd om de COSAFA Cup tussen Mozambique en Zimbabwe (0–0, geen kaarten). Zijn eerste aanstelling onder directe auspiciën van de wereldvoetbalbond FIFA volgde op 1 juni 2008, toen hem een wedstrijd in het kwalificatietoernooi voor het wereldkampioenschap voetbal 2010 tussen Egypte en Congo-Kinshasa (2–1, één gele kaart) werd toegewezen. Sinds 2007 leidde Seechurn veelvuldig interlands en was hij actief op toernooien als de African Championship of Nations (2009 en 2011) en het Afrikaans kampioenschap voetbal (2010, 2012, 2013 en 2015).
In de laatste wedstrijd op het Afrikaans kampioenschap in januari 2015 die Seechurn leidde, de kwartfinale tussen Tunesië en Equatoriaal-Guinea (1–2), kende hij kort voor het einde van de speeltijd bij een voorsprong van het Tunesisch elftal aan het gastland een controversiële strafschop toe. Zijn beslissing had een uiteindelijke ommekeer in het scoreverloop tot gevolg en leidde tot woede bij de Tunesiërs; beveiligers waren genoodzaakt de scheidsrechter te beschermen. De Afrikaanse voetbalconfederatie besloot op 4 februari om Seechurn voor een periode van zes maanden te schorsen en hem zijn hoge positie op de ranglijst van Afrikaanse arbiters te ontnemen.

## Interlands
| Datum             | Wedstrijd                           | Uitslag | Competitie              | Kreeg geel | Kreeg voor de tweede keer geel en dus rood | Weggestuurd |
| ----------------- | ----------------------------------- | ------- | ----------------------- | ---------- | ------------------------------------------ | ----------- |
| 29 april 2007     | Mozambique – Zimbabwe               | 0 – 0   | COSAFA Cup              | 0          | 0                                          | 0           |
| 1 juni 2008       | Egypte – Congo-Kinshasa             | 2 – 1   | Kwalificatie WK 2010    | 1          | 0                                          | 0           |
| 14 juni 2008      | Seychellen – Burkina Faso           | 2 – 3   | Kwalificatie WK 2010    | 1          | 0                                          | 0           |
| 7 september 2008  | Madagaskar – Botswana               | 1 – 0   | Kwalificatie WK 2010    | 1          | 0                                          | 0           |
| 22 februari 2009  | Ivoorkust – Zambia                  | 0 – 3   | African Championship    | 4          | 0                                          | 1           |
| 1 maart 2009      | Ghana – Congo-Kinshasa              | 3 – 0   | African Championship    | 4          | 0                                          | 0           |
| 7 maart 2009      | Senegal – Zambia                    | 1 – 2   | African Championship    | 2          | 0                                          | 0           |
| 7 juni 2009       | Kameroen – Marokko                  | 0 – 0   | Kwalificatie WK 2010    | 0          | 0                                          | 0           |
| 6 september 2009  | Algerije – Zambia                   | 1 – 0   | Kwalificatie WK 2010    | 3          | 0                                          | 0           |
| 26 oktober 2009   | Botswana – Swaziland                | 1 – 0   | COSAFA Cup              | 3          | 0                                          | 0           |
| 31 oktober 2009   | Seychellen – Botswana               | 0 – 2   | COSAFA Cup              | 5          | 0                                          | 0           |
| 2 november 2009   | Zuid-Afrika – Angola                | 2 – 0   | COSAFA Cup              | 2          | 0                                          | 1           |
| 6 november 2009   | Zuid-Afrika – Zimbabwe              | 1 – 1   | COSAFA Cup              | 5          | 0                                          | 0           |
| 14 november 2009  | Togo – Gabon                        | 1 – 0   | Kwalificatie WK 2010    | 2          | 0                                          | 0           |
| 12 januari 2010   | Egypte – Nigeria                    | 3 – 1   | Afrikaans kampioenschap | 1          | 0                                          | 0           |
| 18 januari 2010   | Mali – Malawi                       | 3 – 1   | Afrikaans kampioenschap | 2          | 0                                          | 0           |
| 9 juli 2010       | Botswana – Tsjaad                   | 1 – 0   | Kwalificatie AK 2012    | 1          | 0                                          | 0           |
| 5 september 2010  | Swaziland – Ghana                   | 0 – 3   | Kwalificatie AK 2012    | 3          | 0                                          | 0           |
| 9 oktober 2010    | Tanzania – Marokko                  | 0 – 1   | Kwalificatie AK 2012    | 1          | 0                                          | 0           |
| 4 februari 2011   | Soedan – Gabon                      | 1 – 0   | African Championship    | 1          | 0                                          | 0           |
| 14 februari 2011  | Kameroen – Ivoorkust                | 2 – 0   | African Championship    | 5          | 0                                          | 0           |
| 22 februari 2011  | Algerije – Tunesië                  | 1 – 1   | African Championship    | 6          | 0                                          | 0           |
| 27 maart 2011     | Algerije – Marokko                  | 1 – 0   | Kwalificatie AK 2012    | 4          | 0                                          | 0           |
| 5 juni 2011       | Comoren – Libië                     | 1 – 1   | Kwalificatie AK 2012    | 0          | 0                                          | 0           |
| 4 september 2011  | Congo-Brazzaville – Soedan          | 2 – 0   | Kwalificatie AK 2012    | 1          | 0                                          | 0           |
| 22 januari 2012   | Ivoorkust – Soedan                  | 1 – 0   | Afrikaans kampioenschap | 3          | 0                                          | 0           |
| 29 januari 2012   | Libië – Senegal                     | 2 – 1   | Afrikaans kampioenschap | 4          | 0                                          | 0           |
| 29 februari 2012  | Kenia – Togo                        | 2 – 1   | Kwalificatie AK 2013    | 2          | 0                                          | 0           |
| 3 juni 2012       | Zimbabwe – Guinee                   | 0 – 1   | Kwalificatie WK 2014    | 4          | 0                                          | 0           |
| 9 juni 2012       | Malawi – Nigeria                    | 1 – 1   | Kwalificatie WK 2014    | 2          | 0                                          | 0           |
| 9 september 2012  | Congo-Kinshasa – Equatoriaal-Guinea | 4 – 0   | Kwalificatie AK 2013    | 4          | 0                                          | 0           |
| 14 oktober 2012   | Togo – Gabon                        | 2 – 1   | Kwalificatie AK 2013    | 3          | 0                                          | 0           |
| 26 januari 2013   | Ivoorkust – Tunesië                 | 3 – 0   | Afrikaans kampioenschap | 4          | 0                                          | 0           |
| 2 februari 2013   | Ghana – Kaapverdië                  | 2 – 0   | Afrikaans kampioenschap | 6          | 0                                          | 0           |
| 26 maart 2013     | Algerije – Benin                    | 3 – 1   | Kwalificatie WK 2014    | 6          | 0                                          | 1           |
| 9 juni 2013       | Togo – Kameroen                     | 0 – 3   | Kwalificatie WK 2014    | 0          | 0                                          | 0           |
| 7 september 2013  | Burkina Faso – Gabon                | 1 – 0   | Kwalificatie WK 2014    | 1          | 0                                          | 0           |
| 12 oktober 2013   | Ivoorkust – Senegal                 | 3 – 1   | Kwalificatie WK 2014    | 4          | 0                                          | 0           |
| 17 november 2013  | Kameroen – Tunesië                  | 4 – 1   | Kwalificatie WK 2014    | 1          | 0                                          | 0           |
| 10 september 2014 | Kameroen – Ivoorkust                | 4 – 1   | Kwalificatie AK 2015    | 3          | 0                                          | 0           |
| 15 oktober 2014   | Tunesië – Senegal                   | 1 – 0   | Kwalificatie AK 2015    | 0          | 0                                          | 0           |
| 19 november 2014  | Nigeria – Zuid-Afrika               | 2 – 2   | Kwalificatie AK 2015    | 2          | 1                                          | 0           |
| 17 januari 2015   | Burkina Faso – Gabon                | 0 – 2   | Afrikaans kampioenschap | 4          | 0                                          | 0           |
| 27 januari 2015   | Senegal – Algerije                  | 0 – 2   | Afrikaans kampioenschap | 5          | 0                                          | 0           |
| 31 januari 2015   | Tunesië – Equatoriaal-Guinea        | 1 – 2   | Afrikaans kampioenschap | 5          | 0                                          | 0           |